# Amomum angustipetalum
Amomum angustipetalum är en enhjärtbladig växtart som beskrevs av S.Sakai och Hidetoshi Nagamasu. Amomum angustipetalum ingår i släktet Amomum och familjen Zingiberaceae. Inga underarter finns listade i Catalogue of Life.